# Dobrodzień (gmina)
Dobrodzień est une gmina mixte du powiat de Olesno, Opole, dans le sud-ouest de la Pologne. Son siège est la ville de Dobrodzień, qui se situe environ 17 km au sud d'Olesno et 37 km à l'est de la capitale régionale Opole.
La gmina couvre une superficie de 162,84 km2 pour une population de 10 651 habitants.

## Géographie
La gmina inclut les villages de Dobrodzień, Bąki, Błachów, Bzinica Nowa, Bzinica Stara, Główczyce, Gosławice, Klekotna, Kocury, Kolejka, Ligota Dobrodzieńska, Makowczyce, Malichów, Myślina, Pietraszów, Pludry, Rzędowice, Szemrowice, Turza, Warłów et Zwóz
La gmina borde les gminy de Ciasna, Kolonowskie, Olesno, Ozimek, Pawonków, Zawadzkie et Zębowice.